# Srgian Luchin
Srgian Luchin, scris și Srdjan Luchin (n. 4 martie 1986, Timișoara, România) este un fotbalist român liber de contract, care joacă pe post de fundaș central. Pe plan internațional, are prezențe la națională pentru România Sub-21 și România.
A debutat în prima ligă română la FC Politehnica Timișoara în 2007 într-un meci împotriva lui Dinamo București.

## Cariera
La 14 ani, Luchin a plecat din satul natal Variaș la LPS Banatul în Timișoara. După numai 2 ani a fost văzut de impresarul Mircea Petescu. Tratativele duc la un deznodământ destul de nefast pentru părinți, băiatul pleacă la Școala de Fotbal Arena de lângă Pitești. Acea școală este deținută de impresarul Petescu și omul de afaceri Ball. 
După numai un an și jumătate se mută cu tot efectivul de jucători la FC Baia Mare, moment în care echipa juca în Divizia B. Retrogradează și se mută cu tot cu echipă la Someșul Satu Mare, satelitul Olimpiei Satu Mare, patronată atunci de Mircea Govor. În această perioadă a jucat pentru Olimpia și pentru Someșul. 
Relațiile dintre Govoer și Petescu se înrăutățesc și impresarul îl duce în Belgia la probe de joc ca să îl vândă. Cerând prea mulți bani, transferul cade și revine la Olimpia. Conducerea Olimpiei îl trimite la satelitul Someșul în divizia a III-a. Apare în acel moment Cristi Oprea care cumpără drepturile jucătorului de la Mircea Govor și îl aduce din nou acasă și semnează cu FC Timișoara.
Pe 5 august 2014, a semnat un contract pe doi ani cu FC Steaua București. Odată cu venirea lui Mirel Rădoi la Steaua, Luchin nu a mai fost dorit și a revenit în vara anului 2015 la Timișoara.

## Statistici carieră
La 21 iulie 2015.
| Club                  | Sezon         | Campionat | Campionat | Cupă    | Cupă   | Europa  | Europa | Supercupă | Supercupă | Total   | Total  |
| Club                  | Sezon         | Meciuri   | Goluri    | Meciuri | Goluri | Meciuri | Goluri | Meciuri   | Goluri    | Meciuri | Goluri |
| --------------------- | ------------- | --------- | --------- | ------- | ------ | ------- | ------ | --------- | --------- | ------- | ------ |
| Poli II Timișoara     | 2006–07       | 24        | 2         | 3       | 1      | –       | –      | –         | –         | 27      | 3      |
| Poli II Timișoara     | Total         | 24        | 2         | 3       | 1      | –       | –      | –         | –         | 27      | 3      |
| Politehnica Timișoara | 2006–07       | 2         | 0         | 0       | 0      | –       | –      | –         | –         | 2       | 0      |
| Politehnica Timișoara | 2007–08       | 15        | 1         | 0       | 0      | –       | –      | –         | –         | 15      | 1      |
| Politehnica Timișoara | 2008–09       | 23        | 1         | 5       | 0      | 2       | 0      | –         | –         | 30      | 1      |
| Politehnica Timișoara | 2009–10       | 19        | 1         | 1       | 0      | –       | –      | –         | –         | 20      | 1      |
| Politehnica Timișoara | 2010–11       | 27        | 2         | 3       | 0      | 3       | 0      | –         | –         | 33      | 2      |
| Politehnica Timișoara | 2011–12       | 2         | 0         | 1       | 0      | –       | –      | –         | –         | 3       | 0      |
| Politehnica Timișoara | Total         | 88        | 5         | 10      | 0      | 5       | 0      | –         | –         | 103     | 5      |
| Dinamo București      | 2011–12       | 24        | 0         | 6       | 2      | –       | –      | –         | –         | 30      | 2      |
| Dinamo București      | 2012–13       | 29        | 1         | 3       | 0      | 2       | 0      | 1         | 0         | 35      | 1      |
| Dinamo București      | 2013–14       | 13        | 1         | 2       | 0      | –       | –      | –         | –         | 15      | 1      |
| Dinamo București      | Total         | 66        | 2         | 11      | 2      | 2       | 0      | 1         | 0         | 80      | 4      |
| Botev Plovdiv         | 2013–14       | 12        | 1         | 4       | 0      | –       | –      | –         | –         | 16      | 1      |
| Botev Plovdiv         | 2014–15       | 2         | 0         | 0       | 0      | –       | –      | 2         | 0         | 4       | 0      |
| Botev Plovdiv         | Total         | 14        | 1         | 5       | 0      | 0       | 0      | 2         | 0         | 21      | 1      |
| Steaua București      | 2014–15       | 9         | 0         | 4       | 0      | 3       | 0      | 1         | 0         | 17      | 0      |
| Steaua București      | Total         | 9         | 0         | 4       | 0      | 3       | 0      | 1         | 0         | 17      | 0      |
| Total carieră         | Total carieră | 201       | 10        | 33      | 3      | 3       | 0      | 10        | 0         | 248     | 13     |

### Goluri internaționale
| # | Data              | Stadion                                | Oponent | Scor | Rezultat | Competiția                                           |
| - | ----------------- | -------------------------------------- | ------- | ---- | -------- | ---------------------------------------------------- |
| 1 | 11 octombrie 2011 | Stadionul Qemal Stafa, Tirana, Albania | Albania | 1–1  | 1–1      | Preliminariile Campionatului European de Fotbal 2012 |

## Palmares

### Club
Dinamo București
- Cupa României: 2011-2012
- Supercupa României: 2012

Steaua București
- Liga I: 2014-2015
- Cupa României: 2014-2015
- Cupa Ligii: 2014-2015